# 복제인간 윤봉구
《복제인간 윤봉구》는 대한민국에서 출간된 임은하의 소설이다. 비룡소 제 5회 스토리킹을 수상하였으며, 복제인간인 주인공 윤봉구가 시골 마을에서 살아가는 내용으로 이야기가 전개된다.

## 등장인물
- 윤봉구: 복제인간 주인공. 2005년생.
- 강소라: 윤봉구의 친구.
- 윤민구: 윤봉구의 형.
- 윤인주: 윤봉구, 윤민구의 엄마이자 윤봉구를 만든 과학자.
- 회장님: 진짜루의 회장이자 강소라의 할아버지
- 사장님: 강소라의 아빠이자 진짜루의 사장.